# Кевен Рамос
Кевен Жорже Рамос Соужа або просто Кевен Рамос (порт. Kevin Jorge Ramos Sousa / Kevin Sousa; нар. 6 червня 1994, Мінделу, Кабо-Верде) — кабовердійський футболіст, воротар клубу «Бутукуе».

## Клубна кар'єра
Розпочав свою футбольну кар'єру в «Бутукуе». Потім виступав за «Академіка» (Мінделу), а в 2012 році перейшов до «Насіунала». У 2013 році відправився в оренду до «Оейраша». У сезоні 2013/14 року дебютував у його футболці в Терсера Дивізіоні. На початку 2014 року знову відправився в оренду, цього разу до «Алканененсе», який виступав у Сегунда-Дивізіоні. Влітку 2014 року повернувся до «Насіуналя», за два сезони 13 разів потрапляв до заявки на поєдинки Прімейра-Ліги, але в жодному з них на поле не з'являвся. У футболці «Насіуналя» зіграв 1 матч у кубку ліги, 10 жовтня 2015 року проти «Тондели». У 2016 році залишив португальський клуб.
Потім повернувся до «Академіки» (Мінделу), а в 2017 році перейшов у «Бутукуе».
| Сезон   | Клуб          | Країна     | Змагання         | Матчі | Голи |
| ------- | ------------- | ---------- | ---------------- | ----- | ---- |
| 2012/13 | «Насіунал»    | Португалія | Прімейра-Ліга    | 0     | 0    |
| 2013/14 | «Оейраш»      | Португалія | Терсера Дивізіон | 16    | 1    |
| 2013/14 | «Алканененсе» | Португалія | Сегунда Дивізіон | 11    | 0    |
| 2014/15 | «Насіунал»    | Португалія | Прімейра-Ліга    | 0     | 0    |
| 2015/16 | «Насіунал»    | Португалія | Прімейра-Ліга    | 0     | 0    |

## Кар'єра в збірній
У футболці національної збірної Кабо-Верде 19 листопада 2014 року в програному (0:1) матчі кваліфікації чемпіонату світу 2014 проти Замбії. У 2015 році викликаний до національної збірної для участі в кубку африканських націй 2015 року. На турнірі залишався резервним воротарем і не зіграв жодного матчу.

## Особисте життя
Відсторонений на п’ять місяців Радою юстиції КВФФ за порушення в реєстрації. Навесні 2017 року було встановлено, що справжнє ім’я гравця – не Кевін, а Кевен. Футболіст також народився в 1989 році, а не в 1994 році, як було зазначено раніше.